# Cybianthus humilis
Cybianthus humilis är en viveväxtart som först beskrevs av Carl Christian Mez, och fick sitt nu gällande namn av G. Agostini. Cybianthus humilis ingår i släktet Cybianthus, och familjen viveväxter. Inga underarter finns listade i Catalogue of Life.